# Басалычевка
Басалычевка (укр. Басаличівка) — село на Украине, находится в Гайсинском районе Винницкой области.
Код КОАТУУ — 0520887606. Население по переписи 2001 года составляет 370 человек. Почтовый индекс — 23700. Телефонный код — 4334.
Занимает площадь 1,756 км².

## Адрес местного совета
23740, Винницкая область, Гайсинский р-н, с.Ярмолинцы, ул. Октябрьская, 20а